# Октябрьское (Первомайский район)
Октя́брьское (до 1945 года Юдендо́рф; укр. Октябрське, крымскотат. Yudendorf, Юдендорф) — село в Первомайском районе Республики Крым, центр Октябрьского сельского поселения (согласно административно-территориальному делению Украины — Октябрьского сельского совета Автономной Республики Крым).

## Население
| 2001 | 2014  |
| ---- | ----- |
| 1445 | ↘1192 |

Всеукраинская перепись 2001 года показала следующее распределение по носителям языка
| Язык             | Процент |
| ---------------- | ------- |
| русский          | 55.29   |
| крымскотатарский | 26.37   |
| украинский       | 17.72   |
| другие           | 0.42    |

### Динамика численности
| - 1939 год — 690 чел. - 1974 год — 1829 чел. - 1989 год — 1058 чел. | - 2001 год — 1445 чел. - 2009 год — 1365 чел. - 2014 год — 1192 чел. |

## Современное состояние
На 2016 год в Октябрьском числится 13 улиц и территория Комплекс зданий и сооружений N2; на 2009 год, по данным сельсовета, село занимало площадь 234 гектара, на которой в 427 дворах проживало более 1,3 тысячи человек. В селе действуют средняя общеобразовательная школа, детский сад «Радуга», Дом культуры, сельская библиотека-филиал № 15, отделение почты, православный храм Воздвижения Животворящего Креста Господня, фельдшерско-акушерский пункт. Октябрьское связано автобусным сообщением с райцентром, городами Крыма и соседними населёнными пунктами.

## География
Октябрьское — большое село на северо-востоке района, в степном Крыму, высота центра села над уровнем моря — 49 м. Ближайшие населённые пункты — Каменка в 1,5 км на северо-восток, Выпасное в 3,8 км на юго-запад и Фрунзе в 5,8 км на запад. Расстояние до райцентра — 11 км, ближайшая железнодорожная станция — Воинка (на линии Джанкой — Армянск) — примерно 28 километров. Транспортное сообщение осуществляется по региональной автодороге 35Н-415 от шоссе 35Н-407, либо 35Н-300 (по украинской классификации — С-0-11031).

## История
Еврейский переселенческий участок № 71 был образован, видимо, на рубеже 1930-х годов (поскольку впервые отмечен на карте по состоянию на 1931 год), в составе ещё Джанкойского района и вскоре получил название Юдендорф (идиш דזשודענדאָרף‎ — «Еврейская деревня»). Первоначально поселение существовало юго-западнее современного, видимо, на месте старинного села Кучук-Бораш. Нынешнее место определено после войны. В 1929 году в селе были открыты начальная школа, с еврейским языком обучения и почта.
Постановлением ВЦИК РСФСР от 30 октября 1930 года был создан Фрайдорфский еврейский национальный район (переименованный указом Президиума Верховного Совета РСФСР № 621/6 от 14 декабря 1944 года в Новосёловский) и Юдендорф включили в его состав, а после разукрупнения в 1935-м и образования также еврейского национального Лариндорфского (с 1944 — Первомайский), село переподчинили новому району, видимо, тогда же был образован сельсовет. По данным всесоюзной переписи населения 1939 года в селе проживало 690 человек.
Вскоре после начала Великой Отечественной войны часть еврейского населения Крыма была эвакуирована, из оставшихся под оккупацией большинство расстреляны. В сентябре — октябре 1941 года, во время обороны Крыма, у села был создан аэродром, на котором базировались истребители 247-го авиаполка ВВС 51-й отдельной армии (самолёты ЛаГГ-3). Погибшие в то время в окрестностях села советские воины похоронены в братской могиле. На могиле установлен памятник работы скульптора К. Г. Кошкина. Мемориальная композиция состоит из стелы с горельефом советского воина и мемориальных досок, на одной из которых выбиты фамилии жителей Юдендорфа, павших на фронтах войны. Постановлением Совета министров Республики Крым № 627 от 20 декабря 2016 года памятник отнесён к категории объектов культурно-исторического наследия России регионального значения.

Указом Президиума Верховного Совета РСФСР от 21 августа 1945 года Юдендорф был переименован в Октябрьское и Юдендорфский сельсовет — в Октябрьский. С 25 июня 1946 года Октябрьское в составе Крымской области РСФСР, а 26 апреля 1954 года Крымская область была передана из состава РСФСР в состав УССР. Указом Президиума Верховного Совета УССР «Об укрупнении сельских районов Крымской области», от 30 декабря 1962 года был упразднён Первомайский район и село присоединили к Красноперекопскому. 8 декабря 1966 года был восстановлен Первомайский район и село вернули в его состав. По данным переписи 1989 года в селе проживало 1058 человек. С 12 февраля 1991 года село в восстановленной Крымской АССР, 26 февраля 1992 года переименованной в Автономную Республику Крым. С 21 марта 2014 года в составе Крыма аннексировано Россией.
12 мая 2016 года парламент Украины, не признающий российскую аннексию, принял постановление о переименовании села в Кучук-Бораш (укр. Кучук-Бораш), в соответствии с законами о декоммунизации, однако данное решение не вступает в силу до «возвращения Крыма под общую юрисдикцию Украины».